# 마이크 브런
마이크 브런(영어: Mike Braun, 1954년 3월 24일 ~ )는 미국의 정치인이다.

## 학력
- 와배쉬 칼리지 경제학 학사
- 하버드 대학교 경영학 석사

## 경력
- 메이어 디스트리뷰팅 CEO
- 2014.11 ~ 2017.11 제119·120대 미국 인디애나 제63구 하원의원
- 2019.01 ~ 2025.01 제116·117·118대 미국 인디애나 연방상원의원
- 2025.01 ~ 제52대 인디애나 주지사

## 역대 선거 결과
| 선거명      | 직책명                         | 대수  | 정당   | 득표율  | 득표수      | 결과 | 당락                     |
| ----------- | ------------------------------ | ----- | ------ | ------- | ----------- | ---- | ------------------------ |
| 2014년 선거 | 하원의원 (인디애나 제63선거구) | 119대 | 공화당 | 100.00% | 13,329표    | 1위  | 인디애나주 하원의원 당선 |
| 2016년 선거 | 하원의원 (인디애나 제63선거구) | 120대 | 공화당 | 71.75%  | 19,228표    | 1위  | 인디애나주 하원의원 당선 |
| 2018년 선거 | 상원의원 (인디애나 제1부)      | 116대 | 공화당 | 51.01%  | 1,158,000표 | 1위  | 인디애나주 상원의원 당선 |
| 2024년 선거 | 인디애나 주지사                | 52대  | 공화당 | 54.38%  | 1,566,081표 | 1위  | 인디애나 주지사 당선     |